# Dvorisko

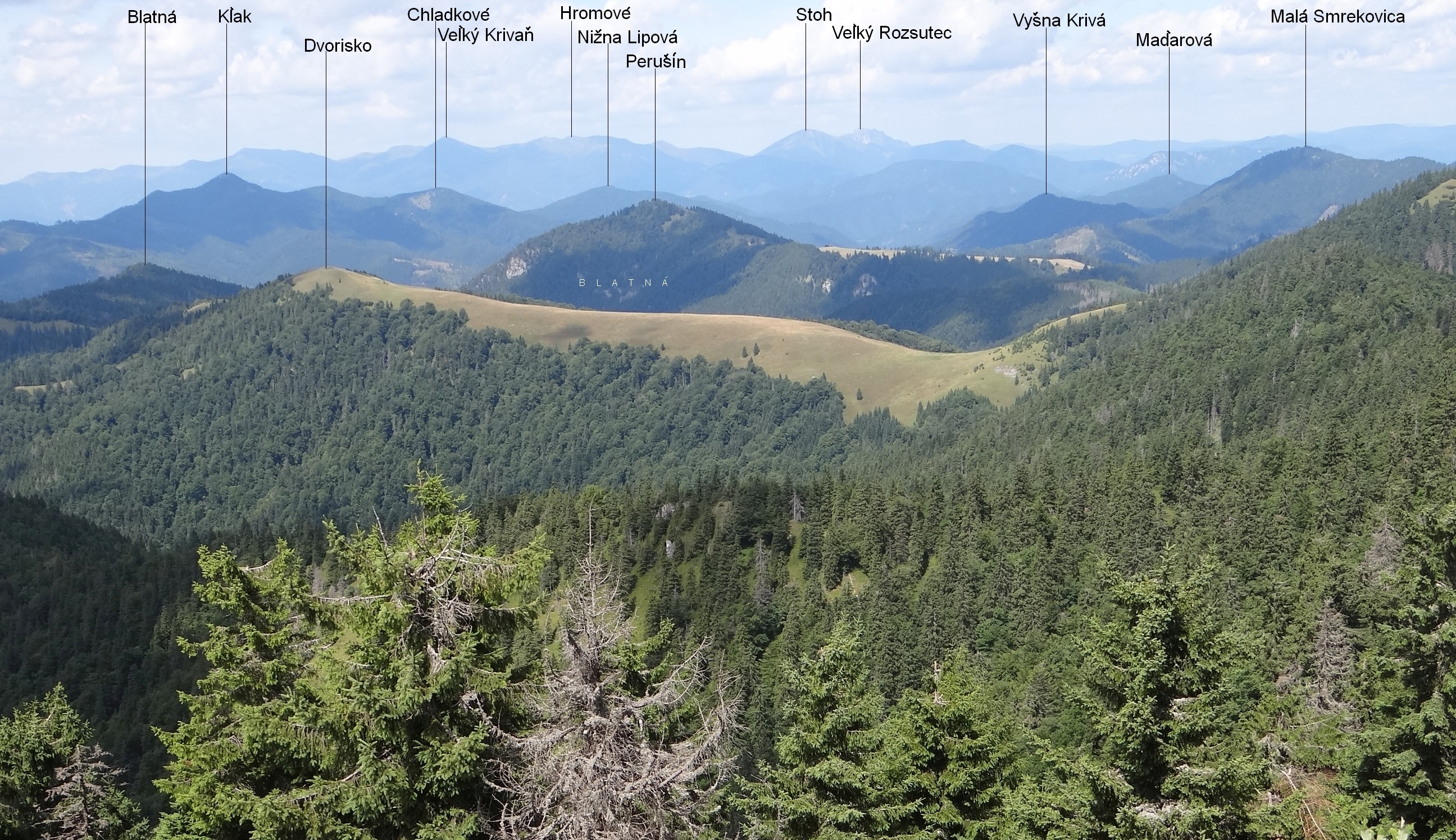
Widok ze szczytu Rakytov

Dvorisko – duża pasterska hala w Wielkiej Fatrze na Słowacji. Znajduje się na północno-zachodnim grzbiecie Skalnej Alpy (1463 m). Grzbiet ten oddziela dwie dolinki będące lewym odgałęzieniem Ľubochniańskiej doliny. Po południowo-zachodniej stronie jest to dolina Rakytov, po północno-wschodniej Blatná dolina (także Blatná). Hala Dvorisko zajmuje łagodne szczytowe partie grzbietu od wysokości około 1250 m po szczyt Tmavy (1219 m). Na hali znajduje się źródło. 
Przez Dvorisko nie prowadzi żaden szlak turystyczny, a hala znajduje się w obrębie Parku Narodowego Wielka Fatra.